# G.O.A.T.
G.O.A.T. (conosciuto anche come G.O.A.T. featuring James T. Smith: The Greatest of All Time)   è l'ottavo album in studio del rapper statunitense LL Cool J, pubblicato il 12 settembre 2000 dalla Def Jam.

## Accoglienza
| Recensione | Giudizio |
| ---------- | -------- |
| AllMusic   |          |
| NME        |          |

G.O.A.T. ha ottenuto recensioni positive da parte dei critici musicali. Su Metacritic, sito che assegna un punteggio normalizzato su 100 in base a critiche selezionate, l'album ha ottenuto un punteggio medio di 73 basato su dodici recensioni.

## Tracce
1. Intro – 1:52 (James Todd Smith, James "Bimmy" Antney)
2. Imagine That (feat. LeShaun) – 4:59 (James Todd Smith, Dana Stinson)
3. Back Where I Belong (feat. Ja Rule) – 4:07 (James Todd Smith, Vada Nobles)
4. LL Cool J (feat. Kandice Love) – 4:24 (James Todd Smith, George Spivey, Jay Hawkins)
5. Take It Off – 3:34 (James Todd Smith, Adam Fenton)
6. Skit – 0:45
7. Fuhgidabowit (feat. DMX, Redman & Method Man) – 4:33 (James Todd Smith, Jean-Claude Olivier, Samuel Barnes, Earl Simmons, Clifford Smith, Reggie Noble)
8. Farmers (feat. Tikki Diamondz) – 3:39 (James Todd Smith, Edward Hinson, Norman Whitfield, Barrett Strong)
9. This Is Us (feat. Carl Thomas) – 5:55 (James Todd Smith, Vada Nobles, Carl Thomas)
10. Can't Think – 4:52 (James Todd Smith, Tyrone Fyffe)
11. Hello (feat. Amil) – 3:52 (James Todd Smith, George Spivey, Denzil Miller, Bernard Edwards)
12. You and Me (feat. Kelly Price) – 5:31 (James Todd Smith, George Spivey, Giuliano Salerni, Phil Hurtt)
13. Homicide – 5:01 (James Todd Smith, George Spivey, Carlos Guedes)
14. U Can't Fuck with Me (feat. Snoop Dogg, Xzibit & Jayo Felony) – 4:26 (James Todd Smith, George Spivey)
15. Queens Is (feat. Prodigy) – 4:25 (James Todd Smith, Kejuan Muchita, Albert Johnson)
16. The G.O.A.T. – 4:09 (James Todd Smith, Adam Fenton)

Tracce bonus
1. Ill Bomb (feat. Funkmaster Flex & Big Kap) – 4:02 (James Todd Smith, George Spivey, Elias Wrubel)
2. M.I.S.S. I (feat. Case) – 3:18 (James Todd Smith, Tonee McClinton, Karlyton Clanton)
3. Shut 'Em Down – 3:23 (James Todd Smith, George Spivey)

## Successo commerciale
G.O.A.T. ha esordito al 1º posto della Billboard 200 con 209 000 copie vendute, segnando il suo primo album a raggiungere tale posizione della classifica statunitense. L'album è rimasto 12 settimane in classifica ed è certificato disco d'oro.

## Classifiche

### Classifiche settimanali
| Classifica (2000) | Posizione massima |
| ----------------- | ----------------- |
| Canada            | 5                 |
| Francia           | 56                |
| Germania          | 17                |
| Paesi Bassi       | 35                |
| Regno Unito       | 29                |
| Stati Uniti       | 1                 |
| Svizzera          | 13                |

### Classifiche di fine anno
| Classifica (2000) | Posizione |
| ----------------- | --------- |
| Stati Uniti       | 139       |